# امکا آشیلفو
امکا آشیلفو (انگلیسی: Achilefu؛ زادهٔ) بازیکن سابق فوتبال اهل نیجریه است که آخرین بار در پست مهاجم برای دا نانگ بازی کرده است.